# Карлингфорд-Лох
Карлингфорд-Лох (англ. Carlingford Lough, ирл. Loch Cairlinn, где Cairlinn, по разным источникам — сокращение от Cathair Linn или от Snám Aignech) — один из трёх ледниковых фьордов острова Ирландия, являющийся естественной границей между графствами Даун и Лаут, и, следовательно, границей между Ирландией и Северной Ирландией (Великобританией). Залив защищён Рамсарской конвенцией по второму критерию конвенции; на его островах есть важные места обитания крачковых.